# Frea barbertoni
Frea barbertoni là một loài bọ cánh cứng trong họ Cerambycidae.